# Dominique Bathenay
Dominique Bathenay (Pont-d'Ain, Francia, 13 de febrero de 1954) es un exfutbolista y entrenador francés que se desempeñaba como mediocampista.
Fue miembro del equipo francés que compitió en la Copa Mundial de Fútbol de 1978. Obtuvo un total de veinte partidos internacionales para la selección de fútbol de Francia, marcando cuatro goles, entre los años 1975 y 1982.

## Equipos

### Como jugador
| Equipo                         | País                | Años                | PJ  | Goles |
| ------------------------------ | ------------------- | ------------------- | --- | ----- |
| AS Saint-Étienne               | Francia             | 1973-1978           | 211 | 32    |
| París Saint-Germain            | Francia             | 1978-1985           | 273 | 35    |
| FC Sète 34                     | Francia             | 1985-1987           | 67  | 2     |
| Selección de fútbol de Francia | Francia             | 1975–1982           | 20  | 4     |
| Total en su carrera            | Total en su carrera | Total en su carrera | 571 | 73    |

### Como entrenador
| Equipo                                                                      | País                   | Años      |
| --------------------------------------------------------------------------- | ---------------------- | --------- |
| FC Sète 34                                                                  | Francia                | 1987-1988 |
| Stade de Reims                                                              | Francia                | 1988-1989 |
| US Monastir                                                                 | Túnez                  | 1989-1990 |
| AS Choisy-le-Roi                                                            | Francia                | 1990–1994 |
| AS Saint-Étienne                                                            | Francia                | 1995–1996 |
| Nîmes Olympique                                                             | Francia                | 2000–2002 |
| Selección de fútbol de Seychelles                                           | Seychelles             | 2002–2003 |
| Club Sportif Sedan Ardennes                                                 | Francia                | 2003–2004 |
| Selección de fútbol de los Emiratos Árabes Unidos (asistente de entrenador) | Emiratos Árabes Unidos | 2005–2008 |
| Selección de fútbol de los Emiratos Árabes Unidos                           | Emiratos Árabes Unidos | 2008–2009 |

## Palmarés
| Título                | Club                | Año  |
| --------------------- | ------------------- | ---- |
| Copa de Francia       | AS Saint-Étienne    | 1974 |
| Ligue 1               | AS Saint-Étienne    | 1974 |
| Copa de Francia (2.º) | AS Saint-Étienne    | 1975 |
| Ligue 1 (2.º)         | AS Saint-Étienne    | 1975 |
| Ligue 1 (3.º)         | AS Saint-Étienne    | 1976 |
| Copa de Francia (3.º) | AS Saint-Étienne    | 1977 |
| Copa de Francia (4.º) | París Saint-Germain | 1982 |
| Copa de Francia (5.º) | París Saint-Germain | 1983 |

### Distinciones
| Distinción                           | Dato    |
| ------------------------------------ | ------- |
| Máximo ganador de la Copa de Francia | 5 veces |